# Silberne Eiche

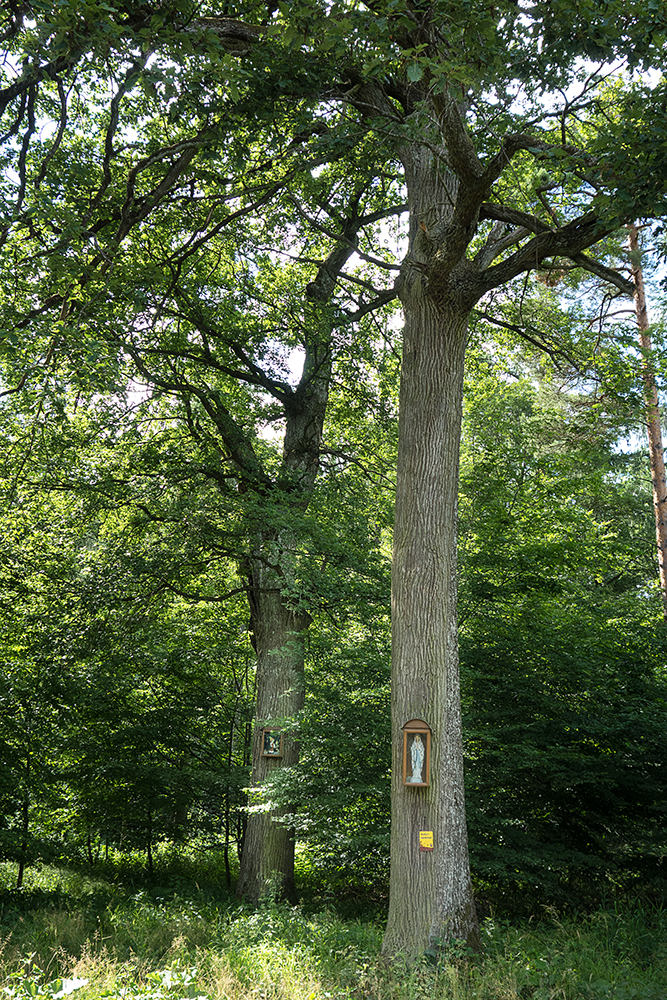
Silberne Eiche (vorne)

Die Silberne Eiche ist eine markante Eiche westlich des Manhartsberges, in Freischling, Gemeinde Schönberg am Kamp in Niederösterreich.
Sie ist als Naturdenkmal eingetragen und als Bildbaum in der Österreichischen Karte aufgenommen.

## Lage
Die Eiche steht an der Landesstraße 1238 an jener Stelle, wo man über den flachen Gipfel des Manhartsberg auch nach Zemling gelangen kann. Sie ist mit einer Statuette der Heiligen Maria geschmückt. Unmittelbar dahinter steht eine weitere markante Eiche, die mit einem Bild versehen ist.

## Bildbaum
Die Silberne Eiche trägt eine Marienfigur. Unmittelbar neben der Silbernen Eiche befindet sich ein zweiter Bildbaum, der eine Darstellung der Legende des Heiligen Hubertus zeigt.

## Sage
Der Sage nach soll im Dreißigjährigen Krieg ein in Ungnade gefallener schwedischer Offizier an dieser Stelle vor seiner Erschießung geflohen sein. Aus Dankbarkeit schoss er später eine silberne Kugel in den Stamm der Eiche.